# Camponotus brunni
Camponotus brunni är en myrart som beskrevs av Auguste-Henri Forel 1901. Camponotus brunni ingår i släktet hästmyror, och familjen myror. Inga underarter finns listade.